# Conscience de soi (Hegel)
Pour les articles homonymes, voir Conscience (homonymie).
 (juin 2013).
Si vous disposez d'ouvrages ou d'articles de référence ou si vous connaissez des sites web de qualité traitant du thème abordé ici, merci de compléter l'article en donnant les références utiles à sa vérifiabilité et en les liant à la section « Notes et références ».
 (décembre 2009).
La forme ressemble trop à un extrait de cours et nécessite une réécriture afin de correspondre aux standards de Wikipédia.
Après avoir décrit les trois étapes de la conscience (Certitude sensible, Perception et Entendement), Georg Hegel aborde dans la Phénoménologie de l'esprit le stade suivant : la conscience de soi ou autoconscience. Cette partie de la Phénoménologie de l'Esprit qui coïncide avec le chapitre IV, contient entre autres la célèbre « dialectique du maître et de l'esclave », cruciale pour l'interprétation marxiste de Hegel.

## Présentation
Alors que les trois premiers chapitres traitaient des facultés cognitives de l’homme, de ce qu’il y a d’apparemment passif en lui (l’objet était posé face à une conscience), Hegel va maintenant étudier la conscience en tant que désir et action, c'est-à-dire en tant qu’elle prend conscience de sa liberté et de sa puissance transformatrice, moteur de l’histoire humaine.

### La vérité de la certitude de soi-même
Hegel a considéré la conscience en général, c’est-à-dire la conscience du monde extérieur. Dans cette conscience, la certitude de l’objet s’est déplacée de l’expérience  immédiate à l’entendement en passant par la perception. Il y a ainsi une dialectique de la vérité qui fait apparaître tous les moments de la conscience comme des erreurs. Jusqu’ici, la vérité était posée en dehors de la conscience ; mais en prenant conscience de l’identité du « je » et de l’acte de relation de la conscience, nous arrivons à la conscience de soi, « dans le royaume natal de la vérité. »
La conscience de soi est une nouvelle modalité du savoir, c’est un savoir de soi, un retour de la conscience depuis l’être-autre. En ce sens, elle est une pure tautologie, car la différence d’avec l’objet se trouve abolie : « je suis je ». La conscience de soi est donc le moment de la prise de conscience de l’identité de soi à soi. Elle demeure cependant à la fois une conscience d’un objet (moment négatif) et de soi-même, c’est-à-dire de son essence vraie. En tant que cette conscience porte sur un soi, elle devient désir.

#### Maîtrise et servitude
En tant que désir, c’est-à-dire volonté de s’assimiler, de faire sien, donc de détruire ce qui s’oppose, la conscience de soi cherche la reconnaissance d’une autre conscience dans un combat à mort. La négativité de cette conscience implique donc la négation de sa nature animale, donc la possibilité de se nier, de vouloir sa propre mort, et la reconnaissance de la liberté d’autrui que l’on cherche à s’assimiler.
L’animal homme devient véritablement homme par son mépris de la mort. Mais, s’il cède à la peur de mourir, il devient une conscience esclave, non reconnue, il reste dans un état animal, mais en travaillant pour un maître qu’il reconnaît comme son supérieur.
Le maître est donc le vainqueur, il n’a pas besoin de reconnaître l’autre, mais pour être tel, il doit être reconnu par un homme qu’il juge son inférieur. L’homme-maître est en ce sens une impasse existentielle : il ne parvient pas à satisfaire son désir. L’esclave est quant à lui une conscience servile : il a préféré vivre, il dépend encore de sa vie animale, il n’est pas libre. Il travaille pour le maître, et, en travaillant, il transforme la nature, et c’est parce qu’il transforme qu’il sera le sujet véritable de l’histoire humaine. On voit ici que, pour Hegel, la nature est transformée en monde, en histoire, par le résultat d’une lutte : cette lutte aboutit au travail de l’esclave.

#### Liberté de la conscience de soi
L’esclave prend conscience de sa liberté par la transformation de la nature, mais cette liberté est purement mentale : elle n’est pas réalisée, mais demeure intérieure. La dialectique de la conscience servile se divise en trois moments :
- le stoïcisme : c’est la pensée qui se conçoit libre ; détachement du monde extérieur : le stoïcien se proclame universellement libre. Il se retire dans sa pensée et se sépare de la nature et de la société : dans le stoïcisme, l’homme est ainsi un empire dans un empire. Mais cette indépendance est illusoire, c’est une fausse liberté, abstraite ;
- le scepticisme : prise de conscience solipsiste, le « moi » nie le monde (empirique et sensible), la réalité. Il n’agit pas plus que le stoïcien : sa négation radicale est purement imaginaire ;
- la conscience malheureuse : la négation du monde conduit à la conscience religieuse, qui se crée un maître transcendant, Dieu, toujours par peur de la mort, et en cela c’est encore une conscience servile. Cette conscience est malheureuse car elle est divisée entre un moi empirique et mortel, et un moi transcendant. La conscience malheureuse ne parvient donc pas à l’unité, elle est déchirée en elle-même.

## Exposé détaillé de la partie autoconsciente

### Introduction
Avant la conscience de soi, le vrai est quelque chose d’autre que moi. Mais le concept de l’objet ne tient pas dans l’expérience faite sur lui. La certitude (du sujet) se trouve perdue dans la vérité (de l’objet) (ce passage résume les chapitres I, II, et III). Mais dans la conscience de soi, la certitude est à soi-même son propre objet, la conscience est à soi-même le vrai, donc la certitude (de moi-même) coïncide avec la vérité (de moi-même).

#### La conscience de soi, en soi
Si le savoir (par la conscience de soi) d’un autre (objet) a bien disparu, ses moments sont conservés. La singularité de l’être visé, opposé à l’universalité de la perception, l’intérieur vide de l’entendement ne sont alors plus des essences, mais des moments dont la vérité est de disparaître. La subsistance simple de l'être autre semble également perdue. Pourtant, si la différence n’était pas, la « conscience de soi, en soi » ne serait que tautologie « Ich bin Ich », « je suis je ». L’être autre doit donc persister (« aufheben ») comme un être (ou un moment) distinct, qui n’a dans la « conscience de soi, en soi » aucun être. C’est l’objet du désir (« Begierde ») en tant que nié, donc désiré, posé comme négatif.

#### La vie
L’objet-autre (du désir) est retourné en lui-même. La « conscience de soi, en soi » le distingue (elle fait la différence en lui et elle), le considère comme étant, comme indépendant, donc vivant. L’unité est scindée par la « conscience de soi, en soi ».
Mais puisque l’étant pour soi est substance simple (c'est-à-dire existant par elle-même, non médiatisée), il se supprime lui-même en posant l’autre (un média), il y a donc à nouveau dissolution (retour au tout de l’être parménidien). La vie est ce cycle, ce mouvement.

#### Le moi et le désir

##### Introduction: vie et conscience de soi, en soi
L’unité obtenue au terme de la dialectique de la vie a en elle tous ses moments comme dépassés, elle est unité universelle.

##### Dialectique de la vie et de la conscience de soi, en soi
L’autoconscience n’est certaine de soi-même que par la suppression de l’être autre qui se présente à elle comme vie indépendante (cf. 2). Elle est donc par essence désir. Mais pour que cette suppression soit, cet autre doit aussi être. L’autoconscience reproduit également son objet, en apprenant qu’elle est conditionnée par cet objet qu’elle nie. Elle ne sera satisfaite que quand l’objet autre lui-même sera négation c'est-à-dire objet universel indépendant, c'est-à-dire auto-conscience. La « conscience de soi, en soi » atteint donc sa satisfaction dans une autre « conscience de soi, en soi ». Quand une autoconscience est l’objet, l’objet est aussi bien « moi » qu’ « objet ». Ce qui résulte de cela, on le verra, c’est l’esprit.

### Indépendance et dépendance de la conscience de soi, en soi

#### Introduction à «domination et servitude»
L’autoconscience n’est qu’en tant qu’être reconnu d’une autre. Le concept de cette unité de l’autoconscience dans son doublement est « concept de l’infini » : chaque déterminabilité de la « conscience de soi, en soi » est immédiatement le contraire d’elle-même.

#### La conscience de soi, en soi doublée

##### Dialectique de la reconnaissance
Pour l’autoconscience, il y a donc nécessité d’une autoconscience extérieure, ce qui a une double signification :
- en se voyant comme autre « conscience de soi, en soi », elle s’est perdue elle-même ;
- elle a perdu l’autre en le supprimant.

Elle en vient donc à se supprimer elle-même, puisqu’elle est devenue l’autre.
Elle se retrouve donc égale à elle-même. Elle rend à nouveau l’autre absolument autre. Mais l’autre « conscience de soi, en soi » (imaginée et nécessaire pour la « conscience de soi, en soi ») fait la même chose. Cette réciprocité est donc consciente. Les deux « conscience de soi, en soi » se reconnaissent donc elle-même en se reconnaissant réciproquement : chaque « conscience de soi, en soi » est par le moyen de l’autre qui la reconnaît, sinon elle n’est que chose vivante. Il faut donc que chaque « conscience de soi, en soi » se fasse reconnaître, d’où la lutte à venir.

#### La lutte des«conscience de soi, en soi»opposées

##### Introduction
En supprimant l’autre, l’autoconscience s’isole. Dans cette immédiateté (c’était l’autre le média), elle est singulière. L’autre est pour l’autoconscience négation, donc inessentiel. L’autoconscience doit donc s’élever à l’universel.

##### Dialectique de la lutte à mort
L’autoconscience doit donc se présenter à elle-même comme négation de son être objectif, singulier. Elle doit donc montrer qu’elle n’est pas attachée à la vie. Mais la demande est la même pour l’autre. Chacun tend donc à la mort de l’autre. Mais cela implique le risque de sa propre vie. Les deux « conscience de soi, en soi » se prouvent mutuellement, et à elles-mêmes, au moyen de la lutte à mort. C’est par le risque de sa vie qu’on conserve la liberté, qu’on prouve que l’essence de la « conscience de soi, en soi » n’est pas le mode immédiat de l’être dans lequel la « conscience de soi, en soi » surgit d’abord (une chose) (certitude immédiate, singulière : « gewissheit ») mais certitude objective, indépendante (« Wahrheit »). Mais cette suprême preuve supprime la vérité qui devait en sortir car la mort est négation sans indépendance, sans reconnaissance.

#### Transition
L’autoconscience apprend alors que la vie est aussi essentielle que la « conscience de soi, en soi », donc :La « conscience de soi, en soi », la « conscience de soi, en soi » pour l’autre (la « choséité »). Dans la « conscience de soi, en soi » sont alors présents : le maître et l’esclave (celui qui a préféré la vie à la liberté).

## Maître et esclave

### Dialectique du maître et de l’esclave

#### La domination
Le maître est « pour soi », il est en relation avec une autre autoconscience dépendante des choses (elle tient à la vie). La chose est l’objet du désir, travaillée par l’esclave. L’indépendance de la chose est niée par le maître, qui la laisse à l’esclave pour le travail, et se contente d’en jouir. Le maître nie donc la chose par la jouissance. Pour le maître, la reconnaissance est effective par le moyen de l’esclave. L’esclave ne peut maîtriser l’être et parvenir à la négation absolue. Une reconnaissance unilatérale a pris place (2e moment). Mais pour le maître, la vérité de soi est la conscience servile, inessentielle.

#### La peur
Pour l’esclave, c’est le maître qui est l’essence. Sa vérité est donc l’autoconscience indépendante du maître. Si cette vérité est pour l’esclave, il a en lui l’expérience de l’essence du maître, à travers la peur de la mort. En servant, l’esclave élimine progressivement son adhésion à l’être déterminé.

#### La culture (ou formation)
Par la médiation du travail, l’autoconscience esclave vient à elle-même. Le travail forme (différent de la jouissance qui est un état disparaissant), a une subsistance, une objectivité. Le travailleur s’accoutume à l’indépendance de l’objet, comme intuition de soi-même. L’autoconscience servile avait l’être pour soi (le maître) devant lequel elle tremblait. En formant l’objet, elle se crée son propre être-pour-soi devant lequel elle ne tremble plus. Les deux moments, peur et servitude, sont nécessaires ici : sans servitude, la peur reste formelle, intérieure, muette. Sans peur, il n’y a pas de profondeur essentielle dans l’activité servile, pas de libération de l’être naturel.

### Liberté de l’autoconscience: stoïcisme, scepticisme et conscience malheureuse

#### Introduction
L’autoconscience autostante (le maître) ne parvient pas pour elle à l’essence objective en-soi. La conscience refoulée (l’esclave) parvient pour lui à l’objet en soi dans l’acte de se former. Par ailleurs, dans le maître, elle intuitionne l’être pour soi, conscience. Mais ces moments tombent l’un en dehors de l’autre. Aucun des deux ne réalise l’unité de l’en-soi et du pour-soi. Pour le penser, l’objet ne se meut pas dans des représentations, mais dans des concepts : le représenté a la forme d’un quelque chose d’autre que la conscience, alors qu’un concept est un contenu compris. La conscience est immédiatement consciente de son unité avec cet étant, ce qui n’est pas le cas dans la représentation où la conscience a à se souvenir que cela est sa représentation. Dans le penser, je suis libre : mon mouvement est dans moi-même, mon objet (le concept) est unité immédiate de l’être pour soi et de l’être en soi.

## Dialectique

### Stoïcisme

#### Introduction
Cette liberté de l’autoconscience, dans l’histoire de l’esprit, s’est appelée stoïcisme. Son principe est que « l’essentiel » (ou le « vrai ») n’est que lorsqu’elle la conscience se comporte comme essence pensante.

#### Dialectique
Ce n’est plus la différence comme chose déterminée (conscience d’un être là naturel) mais la différence pensée, immédiatement non différente du moi. Son agir est d’être libre, à partir de l’agir comme du pâtir, il se retire dans l’essentialité simple de la pensée.
Cette autoconscience dont l’essence est un « je qui a en lui un être-autre », est abstraite, indifférente en regard de l’être-là naturel. Sa réflexion est « doublée ». Sa liberté n’est pas liberté vivante, mais en tant qu’individualité opérante, la conscience doit se présenter comme vivante et pour cela contenir ce qui est vrai (cf la vie). Seulement, le concept n’a aucun contenu en lui-même : le stoïcisme, lorsqu’on l’interrogea sur le critère de la vérité, a donné pour réponse « le vrai est la rationalité ».

#### Transition
Cette conscience pensante n’est donc que la négation inachevée de l’être-autre, retirée dans soi.

### Le scepticisme

#### Introduction
Le scepticisme est la réalisation de ce dont le stoïcisme n’est que le concept. Advient pour la conscience l’inessentialité de l’être-autre. Cette orientation polémique sera couronnée de succès car elle est préparée par le stoïcisme.

#### Dialectique
L’agir du scepticisme amène les mouvements dialectiques de la certitude sensible, de la perception et de l’entendement, mais aussi l’inessentialité de la relation maître / esclave ainsi que des lois éthiques (commandement de la maîtrise). Le scepticisme fait disparaître l’être autre comme objectif et comme manière de se comporter à son endroit. Ce qui disparaît, c’est la différence qui est : « ne pas être en lui-même, mais avoir son essence dans un autre ». Le penser sceptique est l’essence négative comme simple. L’autoconscience sceptique fait l’expérience de cette ataraxie de se penser, elle confesse être contingente, s’orienter et obéir à ce qui ne lui est pas essence. Vie singulière et autoconscience perdue, elle énonce la néantité de la perception mais perçoit. Son agir et ses paroles se contredisent toujours.

#### Transition
Dans le scepticisme, la conscience fait en vérité l’expérience de soi comme contradictoire en soi-même, d’où procède une figure nouvelle, car elle est en fait une conscience qui a en elle deux modes. La conscience malheureuse est la conscience de soi comme d’une essence double seulement contradictoire.

### La conscience malheureuse

#### Introduction
Le retour vrai dans soi même présentera le concept de l’esprit devenu vivant et entré dans l’existence, mais pour soi, la conscience malheureuse n’est pas encore cette essence elle-même, pas encore l’unité des deux.

#### Dialectique
Pour la conscience malheureuse, l’essentiel est « savoir l’immuable simple » et l’inessentiel est le muable multiple, c’est-à-dire sa façon d’être au monde car elle a conscience de la contradiction. Elle passe de là dans l’élévation à l’immuable, mais cette élévation est aussitôt conscience de son contraire, donc conscience de sa singularité inessentielle. Ainsi la conscience de l’immuable en soi est une figuration de l’immuable qui n’est pas pour soi : l’immuable fait face à la conscience un sensible opaque, effectif, l’espérance de devenir un avec lui est sans accomplissement possible. L’un-étant demeure purement et simplement au loin.

#### Attitude chrétienne

##### Introduction
La conscience a à élever le rapport extérieur à l’immuable figuré au devenir-un absolu. Le mouvement est triple : comme conscience pure, comme essence singulière, comme conscience de son être pour soi

##### Judaïsme
Par la conscience pure est figuré l’immuable qui n’est pas pour soi, mais opposé et imparfait. Elle n’est que ferveur. Le mouvement intérieur de la pure puissance affective qui se sent douloureusement comme singularité. Elle obtient la certitude d’être reconnue de cet objet (l’immuable) pour la raison qu’il se pense comme singularité aussi. Mais cet objet, dans l’acte de saisir, échappe car la conscience se saisit elle-même quand elle veut le penser comme singularité. Il est inatteignable autrement que par son sépulcre. Elle finira par abandonner ce combat onéreux qu’il faut qu’elle perde.

##### Du judaïsme au christianisme
C’est la puissance affective qui pour nous s’est rassasiée en un autosentiment, dans ce retour dans soi est advenue la relation du désir et du travail, lesquels vérifient la certitude intérieure de soi-même par l’acte de dépasser (aufheben) l’essence étrangère et d’en jouir. Mais la conscience ne se trouve pas comme désirant et travaillant, il n’est pas présent-là cet autosentiment, son intérieur demeure brisé, il lui faut anéantir pour soi la vérification. L’effectivité contre laquelle se tournent désir et travail n’est plus à cette conscience un néant en soi mais une effectivité brisée, un néant autant qu’un monde sanctifié (le Christ). Mais elle parvient à l’anéantissement de l’effectivité et à la jouissance, car l’immuable livre sa figure en vue de la jouissance. Cette relation à l’effectivité est le pour soi de la conscience singulière. Dans son agir, la conscience se tient comme actif en face de l’effectivité passive. Pour cette conscience l’en-soi est autre, l’activité (ou puissance) est au-delà de soi-même, et au lieu de revenir dans soi elle renvoie la puissance dans l’autre extrême, purement universel. Dans l’abandon réciproque des deux parties surgit pour la conscience son unité avec l’immuable, affecté de la séparation. Son action de rendre grâce est pour la conscience son agir propre, qui se réfléchit dans l’extrême de la singularité.

##### Christianisme
Dans le rapport opposé de la conscience où sa réalité lui est le néant, agir de rien, où la jouissance est sentiment du malheur, elle est consciente d’elle comme singulier effectif dans les fonctions animales, données comme l’ennemi, objet d’ascèse. La conscience s’aperçoit souillée, malheureuse et. Mais se joint la conscience de son unité avec l’immuable, car l’anéantissement recherché de son être effectif est médiatisé par la pensée de l’immuable. Dans ce rapport médiat où la singularité est syllogisée avec cet extrême que par un tiers (le Saint-Esprit, l’Église), la conscience se libère de l’agir et de la jouissance comme siens et rejette sur le moyen terme la faute de son agir (confession, absolution). Mais reste encore l’objectif, fruit du travail et de la jouissance, que la conscience repousse comme étranger et insensé (les biens terrestres) dans l’acte de jeûner et de se mortifier. Par ces moments d’abandon qui mène à des affaires où elle n’entend rien (rites religieux), la conscience s’est extériorisée de son « je » et a fait de son autoconscience un être objectif, une chose (renonciation à soi). Dans le sacrifice, la conscience s’est déprise de son malheur. Ce sacrifice contenait dans soi l’agir de l’autre, pour la conscience, sa volonté vient à être universelle, en soi. De même, son acte d’abandonner la possession et jouissance ne lui est pas son agir propre, mais agir absolu, au-delà. Dans cet objet (l’au-delà) lui est advenu la représentation de la raison, la certitude d’être, dans sa singularité, absolument en soi, toute réalité.